# Bow (Washington)
Bow es un área no incorporada ubicada en el condado de Skagit en el estado estadounidense de Washington.

## Geografía
Bow se encuentra ubicado en las coordenadas 48°33′42″N 122°23′54″O / 48.56167, -122.39833.